# Maxime Laheurte
Pour les articles homonymes, voir Laheurte.
Maxime Laheurte, né le 20 mai 1985 à Gérardmer (Vosges), est un athlète français du combiné nordique, membre de l'équipe de France.

## Carrière
Licencié à son club local de Gérardmer, Maxime Laheurte commence sa carrière internationale lors des Championnats du monde junior 2002 à Schonach durant lesquels il est médaillé d'argent dans l'épreuve de mass-start par équipes. En 2005, il participe à sa première manche de Coupe du monde à Sapporo, finissant vingtième.
De la même génération que Jason Lamy-Chappuis, il est sélectionné aux Jeux olympiques d'hiver de Turin de 2006 à Turin en tant que remplaçant du relais. Maxime devient une valeur sûre du combiné français et accède à son premier podium en Coupe du monde le 3 décembre 2006 à l'occasion du sprint de Lillehammer. Lors de l'étape suivante à Ramsau, il prend de nouveau la troisième place (à la course avec départ en masse), pour son deuxième et ultime podium individuel. Il prend part ensuite à ses premiers championnats du monde à Sapporo, arrivant dixième en individuel.
Il est plus en retrait sportive lors des trois hivers suivants, avec au bout une participation aux Jeux olympiques de Vancouver, où il est quatrième du relais, ainsi que onzième et quatorzième en individuel et un podium collectif en Coupe du monde à Schonach.
En février 2013, il remporte la médaille d'or du relais lors des Championnats du monde à Val di Fiemme en Italie grâce à un dernier relais de haut niveau de son équipier Jason Lamy-Chappuis. Aux Jeux olympiques d'hiver de 2014, il est encore quatrième sur cette épreuve par équipes.
En février 2015, il participe aux Championnats du monde à Falun, où il remporte la médaille de bronze du relais.
Lors des Jeux olympiques de Pyeongchang, il termine à la quatorzième place lors de l'épreuve de l'individuel sur grand tremplin. Au Grand Prix d'été 2018, il figure sur son ultime podium de sa carrière, obtenu face à des skieurs de l'élite avec une troisième place à Planica.
Il met un terme à sa carrière en mars 2019 après 209 départs en coupe du monde et huit aux Jeux olympiques. Après sa carrière, il devient dans le manager et l'entraîneur du skieur de vitesse britannique Jan Farrell (es). Ensuite, il suit une formation de préparateur mental à l'Université de Clermont-Ferrand. Il obtient son diplôme en 2020 et exerce auprès de jeunes athlètes français.

## Vie personnelle
Maxime Laheurte est entraîné par son frère Jérôme. Il a un fils, Matti, né en mars 2017 et une fille, Anna née en 2019. Son frère Jérôme a deux enfants, Lucian et Candide.

## Palmarès

### Jeux olympiques d'hiver
| Épreuve / Édition   | Individuel     | Individuel     | Par équipes Grand tremplin |
| Épreuve / Édition   | Petit tremplin | Grand tremplin | Par équipes Grand tremplin |
| JO 2010 Vancouver   | 11e            | 14e            | 5e                         |
| JO 2014 Sotchi      | 17e            | 27e            | 4e                         |
| JO 2018 Pyeongchang | -              | 38e            | 4e                         |

### Championnats du monde
| Épreuve / Édition           | Individuel     | Individuel            | Par équipes Grand tremplin | Par équipes Grand tremplin |
| Épreuve / Édition           | Petit tremplin | Sprint Grand tremplin | Par équipes Grand tremplin | Par équipes Grand tremplin |
| Mondiaux 2007 Sapporo       | 19e            | 10e                   | 6e                         | 6e                         |
| Épreuve / Édition           | Individuel     | Individuel            | Individuel                 | Par équipes Relais         |
| Épreuve / Édition           | Petit tremplin | Grand tremplin        | Départ en ligne            | Par équipes Relais         |
| Mondiaux 2009 Liberec       | -              | 35e                   | -                          | 4e                         |
| Épreuve / Édition           | Individuel     | Individuel            | Par équipes                | Par équipes                |
| Épreuve / Édition           | Petit tremplin | Grand tremplin        | Petit tremplin Relais      | Grand tremplin Relais      |
| Mondiaux 2011 Oslo          | 16e            | 21e                   | 5e                         | 4e                         |
| Épreuve / Édition           | Individuel     | Individuel            | Par équipes                | Par équipes                |
| Épreuve / Édition           | Petit tremplin | Grand tremplin        | Grand tremplin Sprint      | Petit tremplin Relais      |
| Mondiaux 2013 Val di Fiemme | 15e            | 25e                   | -                          | Or                         |
| Mondiaux 2015 Falun         | 16e            | 14e                   | -                          | Bronze                     |
| Mondiaux 2017 Lahti         | -              | Abandon               | 5e                         | 7e                         |
| Mondiaux 2019 Seefeld       | 30e            | 24e                   | 6e                         | 6e                         |

### Coupe du monde
- Meilleur classement général : 15e en 2007.
- 2 podiums individuels : 2 troisièmes places.
- 7 podiums par équipes.

#### Classements en Coupe du monde
| Année     | Classement général final |
| 2004-2005 | 57e                      |
| 2005-2006 | 48e                      |
| 2006-2007 | 15e                      |
| 2007-2008 | 53e                      |
| 2008-2009 | 44e                      |
| 2009-2010 | 61e                      |
| 2010-2011 | 26e                      |
| 2011-2012 | 22e                      |
| 2012-2013 | 28e                      |
| 2013-2014 | 38e                      |
| 2014-2015 | 24e                      |
| 2015-2016 | 19e                      |
| 2016-2017 | 35e                      |
| 2017-2018 | 22e                      |
| 2018-2019 | 33e                      |

### Championnats du monde junior
- Médaille d'argent de l'épreuve par équipes en 2002 et 2005.
- Médaille de bronze de l'épreuve par équipes en 2003.

### Grand Prix
- 6e du classement général en 2017.
- 1 podium individuel.
- 1 podium par équipes.

### Coupe du monde B / Coupe continentale
- 6 podiums.